# Universidad de Witten/Herdecke
La Universidad de Witten/Herdecke (UW/H) es una universidad privada situada en Witten, Alemania, en el sureste de la cuenca del Ruhr. Fue reconocida por el estado federado de Renania del Norte-Westfalia en 1982 y fue la primera universidad privada alemana que empezó a impartir clases en 1983. Desde 1987 es una organización sin ánimo de lucro ("Private Universität Witten/Herdecke gGmbH"). Junto con la Constructor University Bremen, es la única universidad no estatal miembro de la Conferencia Alemana de Rectores.
El componente Herdecke se remonta al hospital comunitario de orientación antroposófica de la vecina ciudad de Herdecke, en Witten. Allí nacieron las primeras ideas para la fundación y allí se impartían clases en los primeros años. Hoy es uno de los socios de la universidad. Desde 2009, la Fundación antroposófica Software AG es el principal accionista con una participación del 46,67%. Con su llamada Didáctica de Witten, la universidad persigue un enfoque especial de aprendizaje y enseñanza que se centra en el desarrollo personal. Todos los estudiantes tienen acceso a hasta 100 cursos interdisciplinarios cada semestre a través del programa obligatorio "Studium fundamentale".
En el semestre de verano de 2024, 3.300 estudiantes estaban matriculados en tres facultades de la universidad. En 2024 tenía 832 empleados (en total), de los cuales 77 eran profesores y 232 personales académicos. Desde mayo de 2020, la universidad consta de dos facultades:
Facultad de Salud, formada por los departamentos
- Medicina Humana
- Odontología, Medicina Oral y Maxilofacial
- Enfermería
- Psicología y Psicoterapia

Facultad de Empresa y Sociedad, compuesta por los departamentos de
- Gestión y Emprendimiento
- Filosofía, Política y Economía
- Centro de Estudios Fundamentales

## Historia
A finales de los años setenta, varios profesores universitarios de orientación antroposófica, entre ellos Konrad Schily, y doctores como Gerhard Kienle se unieron para fundar una universidad alternativa no estatal. Consideraban que el desarrollo de las demás universidades de la época estaba estancado y se quejaban sobre todo de la falta de relevancia práctica de la carrera y de la calidad de la enseñanza. Abogaban por una asistencia más individualizada, un menor número de estudiantes, más "Studium fundamentale" y una formación integral, centrada en el pluralismo científico y teórico, así como una combinación de formación académica y profesional. Hasta hoy, la formación médica se caracteriza por su relevancia práctica: por ejemplo, el contacto con pacientes en el primer semestre de estudios, en lugar de al cabo de unos años, como ocurre en las universidades públicas.
Los planes y solicitudes necesarios para la fundación fueron elaborados por la Universitätsverein Witten/Herdecke e. V., fundada con este fin en 1980. El reconocimiento estatal se concedió el 14 de julio de 1982, siendo Konrad Schily el presidente fundador. 